# 19 Dutch Street
19 Dutch Street, conosciuto anche come 118 Fulton Street, è un grattacielo ad uso residenziale di New York.

## Caratteristiche
Costruito tra il 2015 e il 2018, l'edificio, alto 231 metri e con 63 piani è i l trentunesimo edificio più alto della città. Progettato dalla Gerner, Kronick + Valcarcel, Architects al suo interno conterrà 482 stanze per un centinaio di appartamenti di lusso.